# Разрыв евхаристического общения Русской православной церкви с Константинопольским патриархатом (2018)
15 октября 2018 года Священный синод Русской православной церкви принял решение о разрыве евхаристического общения с Константинопольской православной церковью в ответ на действия её Синода, который заявил о намерении создать единую автокефальную поместную церковь на Украине, восстановил в церковном общении лидеров двух неканонических православных церквей Украины (УПЦ КП и УАПЦ) и отменил действие соборной грамоты 1686 года, касающейся передачи Киевской митрополии в состав Московского патриархата. Со своей стороны, Константинопольский патриархат заявил, что он не разрывает евхаристического общения с Русской православной церковью.

## Предыстория
Первые пять столетий Русская православная церковь была частью Константинопольского патриархата и представляла собой единую митрополию с центром в Киеве. В 1448 году часть митрополии с центром в Москве обрела фактическую независимость вследствие избрания митрополитом Киевским и всея Руси на соборе в Москве епископа Рязанского Ионы без поставления в Константинополе, по причине унии последнего с Римом. В 1589—1593 годы московская митрополичья кафедра получила патриаршее достоинство и таким образом формальное признание автокефалии Московской церкви — от Константинопольского патриарха Иеремии II и остальных восточных патриархов. Русская же церковь с центром в Киеве продолжала оставаться в юрисдикции Константинопольского патриархата; возобновленная в 1620 году после Брестской унии (1596) православная Киевская митрополия была переведена в Московский патриархат грамотой, данной Вселенским патриархом Дионисием IV и его синодом в июне 1686 года.
Напряжённые, в целом, отношения между Вселенской патриархией и Православной церковью в России в Новой истории восходят к длительной распре в связи с осуждением Константинопольской церковью в сентябре 1872 года как схизматического созданного оттоманской Портой Болгарского экзархата. Правительство Российской империи и российский Святейший синод ранее ответили отказом на предложения патриархата о созыве Вселенского собора для решения болгарского вопроса, а после осуждения собором в Константинополе схизмы лишь формально приняли решение последнего, де-факто поддерживая болгар (см. Греко-болгарская схизма).
В 1920-х годах отношения ещё более обострились и оставались напряжёнными в последующие десятилетия XX века — вследствие разногласий по ряду принципиальных канонических (о даровании автокефалии и праве апелляции) и частных юрисдикционных вопросов. В частности, Вселенский патриархат деянием от 13 ноября 1924 года без согласования с Московским патриархатом предоставил автокефалию Польской православной церкви (до того части Церкви Российской), территория которой исторически относилась к Киевской митрополии. В документе было впервые заявлено, что передача киевской митрополии к Москве произошла не «в согласии с узаконенными каноническими постановлениями, и не были соблюдены соглашения о полной церковной самостоятельности Киевского митрополита».
В 1970 году Константинопольский патриархат не признал предоставление Московским патриархатом автокефалии русской Североамериканской митрополии, которая после этого акта была преобразована в «Православную церковь в Америке».
В феврале 1996 года возник острый конфликт между Московским и Константинопольским патриархатами вследствие решения последнего восстановить Эстонскую апостольскую православную церковь (в своей юрисдикции), что было воспринято руководством МП как посягательство на юрисдикцию Русской церкви. С 23 февраля по 16 мая 1996 года имя Вселенского патриарха Варфоломея было исключено из диптихов Московской патриархии.
Митрополит Иларион (Алфеев) 27 февраля 2019 года так отразил мнение руководства Московского Патриархата: «Наша Церковь долгие годы предпочитала молчать об этих печальных явлениях прошлого, старалась покрывать любовью ошибки, совершённые нашими братьями, при этом помня о своём долге не изменять исторической правде и хранить верность святым канонам. Так вела себя Русская Церковь и в 90-е годы, когда Константинополь принял в общение украинских раскольников в США и Канаде и учредил параллельную юрисдикцию в Эстонии. Ради мира в Церкви, во избежание великого раскола всемирной православной семьи мы и тогда нашли возможным сохранить каноническое и литургическое общение с Константинопольской Церковью, пошли на предельные уступки и крайнюю икономию. Однако уже тогда было ясно, что речь идёт не об отдельных актах недружественного поведения, а о подспудной выработке новой экклезиологии, чуждой православному Преданию».
Патриарх Варфоломей посещал Украину в 1997 и 2008 годах. Во время второго визита, приуроченного к празднованию 1020-летия Крещения Руси, тема автокефалии впервые была поставлена на политическом уровне тогдашним президентом Украины Ющенко, но не была поддержана конкретными шагами со стороны патриарха Варфоломея.
Московский патриархат принял решение не участвовать во Всеправославном соборе в июне 2016 года на Крите (Греция), в подготовке которого он совместно с другими церквями участвовал с 1961 года. Решения собора, рассматривавшего под председательством Вселенского патриарха Варфоломея ограниченный круг вопросов дисциплинарно-канонического характера, не были приняты как обязательные Московским патриархатом.

## Развитие событий
20 апреля 2018 года Синод Вселенского патриархата — в ответ на обращения властей Украины и всех епископов УПЦ КП и УАПЦ — принял решение «приступить к предпринятию шагов, потребных для дарования автокефалии православным христианам Украины».
1 сентября 2018 года патриарх Варфоломей заявил, что «Вселенский патриархат взял на себя инициативу по решению проблемы в соответствии с полномочиями, предоставленными ему священными канонами и юрисдикционной ответственностью над епархией Киева». Вскоре Вселенский патриархат направил в Киев двух епископов-экзархов, украинцев по рождению.
8 сентября было обнародовано заявление Священного синода Русской православной церкви, в котором он выразил «решительный протест и глубокое возмущение» в связи с назначением Вселенским патриархатом архиепископа Памфилийского Даниила (Зелинского) и епископа Эдмонтонского Илариона (Рудника) экзархами Константинопольского патриархата в Киеве.
14 сентября Священный синод РПЦ, обсудив на внеочередном заседании «ответные действия в связи с назначением Константинопольским патриархатом своих „экзархов“ в Киев в рамках принятого Синодом этой Церкви „решения о предоставлении автокефального статуса Православной Церкви в Украине“», постановил:

- Приостановить молитвенное поминовение патриарха Константинопольского Варфоломея за богослужением.
- Приостановить сослужение с иерархами Константинопольского патриархата.
- Приостановить участие Русской Православной Церкви во всех Епископских собраниях, богословских диалогах, многосторонних комиссиях и других структурах, в которых председательствуют или сопредседательствуют представители Константинопольского патриархата.
- Принять заявление Священного Синода в связи с антиканоническими действиями Константинопольского патриархата в Украине.

11 октября Константинопольский патриархат подтвердил решение приступить к предоставлению автокефалии Церкви Украины, восстановил в церковном общении бывших в схизме предстоятелей УПЦ КП и УАПЦ — Филарета Денисенко и Макария Малетича соответственно, отменил грамоту 1686 года, по которой в юрисдикцию Московского патриархата была передана Киевская митрополия, а также принял решение восстановить свою ставропигию в Киеве.
15 октября Синод РПЦ, обсудив на своём заседании «антиканонические действия Константинопольского Патриархата, вступившего в общение с раскольниками на Украине и посягающего на каноническую территорию Русской Православной Церкви», постановил: «1.Ввиду продолжающихся антиканонических действий Константинопольского Патриархата признать невозможным дальнейшее пребывание с ним в евхаристическом общении. <…> 3.Просить Патриарха Московского и всея Руси Кирилла информировать Собратьев-Предстоятелей Поместных Православных Церквей о позиции Русской Православной Церкви в связи с угрозой разрушения единства мирового Православия и призвать их к совместному поиску путей выхода из создавшейся тяжелой ситуации».
В опубликованном заявлении Священного Синода сообщалось: «отныне и впредь до отказа Константинопольского Патриархата от принятых им антиканонических решений для всех священнослужителей Русской Православной Церкви невозможно сослужение с клириками Константинопольской Церкви, а для мирян — участие в таинствах, совершаемых в её храмах». При этом пресс-секретарь Патриарха Московского и всея Руси Кирилла священник Александр Волков сообщил, что разрыв отношений для «верующих нашей Церкви означает, что отныне и впредь до изменения позиции Константинополя и, соответственно, пересмотра своей позиции Русской Церковью, они не смогут участвовать в богослужениях, причащаться, молиться в храмах Константинопольского патриархата, принимать участие в других таинствах». Он также отдельно пояснил: «Афон является канонической территорией Константинопольского патриархата со всеми вытекающими отсюда последствиями».

## Комментарии сторон и последствия
19 октября 2018 года было опубликовано сообщение канцелярии главы Архиепископии русских приходов в Западной Европе (экзархат Вселенского патриархата Константинополя), которое извещало, что экзархат по-прежнему поддерживает евхаристическое общение со всеми православными церквями, включая РПЦ:
…извещаем вас о том, что Вселенский патриархат не прерывал общения с Московским патриархатом и продолжает его поминать в порядке, установленном в диптихе. Все православные верующие могут принимать полное участие в литургической жизни и церковных таинствах в наших приходах. <…>
В тот же день, 19 октября, на итоговом пленарном заседании VIII Общецерковного съезда по социальному служению патриарх Кирилл заявил: «[Константинопольский Патриархат] вторгся в нашу юрисдикцию, простил раскольников, которые были анафематствованы, а значит, отождествив себя с раскольниками, сам стал раскольником»; он сказал также, что, по его ощущению, «абсолютное большинство православных» поддерживают решение Русской церкви о разрыве общения с Константинопольским патриархатом.
22 октября патриарх Варфоломей в ходе заседания городского правления греческой диаспоры в Стамбуле заявил: «Нравится это нашим русским братьям или нет, довольно скоро они последуют решению Вселенского патриархата, поскольку у них нет другого выбора».
2 ноября были опубликованы разъяснения представителя Константинопольского патриархата архиепископа Телмисского Иова (Гечи), что «отменой акта 1686 года отменена администрация Московской церковью Киевской митрополии и всех епархий в Украине. С канонической точки зрения это означает, что сегодня в Украине УПЦ МП больше не существует», вследствие чего с 11 октября 2018 года все православные архиереи на Украине находятся в ведении Вселенского престола, независимо от того, к какой юрисдикции они относились ранее, и должны ждать директивы Константинополя относительно своих дальнейших действий. Он заявил также, что в отношении самого Московского патриархата, «если такая ситуация будет сохраняться в течение долгого времени, то, конечно, Вселенский престол как первый престол вселенского православия будет вынужден принимать определённые меры». Он пояснил: «Патриарший статус ей [Московской церкви] был дан в XVI веке Вселенским патриархом Иеремией ІІ, и в этом документе ясно сказано, что московскому архиерею даётся право называть себя патриархом при том, что он должен признавать Константинопольского патриарха как своего главу». По мнению Иова, «некоторые канонисты считают, что, поскольку эти новые патриархаты, новые автокефалии были созданы Вселенским патриархатом, то в определённый момент, если Вселенский патриархат посчитает это нужным, он может и отменить этот статус». Заместитель главы отдела внешних церковных связей УПЦ (МП) протоиерей Николай Данилевич прокомментировал слова архиепископа Иова: «В УПЦ точно уверены, что Константинополя 565 лет как не существует. Это исторический факт. Но, как кажется, на Фанаре этого до сих пор не заметили. А Украинская православная церковь существует. И это тоже исторический факт. И он очевиден. Поэтому такие заявления отдельных представителей Константинопольского патриархата похожи на какой-то канонический сюрреализм».
12 ноября председатель отдела внешних церковных связей Московского патриархата митрополит Иларион (Алфеев) в интервью заявил: «Русской Православной Церкви придётся заняться пастырским окормлением наших верующих в Турции. Раньше мы им говорили: ходите в храмы Константинопольской Церкви. Мы пытались наладить вместе с Константинопольским Патриархатом пастырское окормление русскоязычных верующих. От нас поступали предложения: давайте будем присылать священников из Русской Церкви, которые, поступив в вашу юрисдикцию, станут помогать вам окормлять наших верующих. Но Константинополь всегда от этого отказывался. Сейчас, в ситуации разрыва, у нас не будет иного выхода, кроме как направлять священников Русской Православной Церкви для пастырского окормления наших верующих. И это будет продолжаться до тех пор, пока Константинопольский Патриарх будет находиться в расколе».
23 ноября пастырское послание архиепископа Хариупольского Иоанна, экзарха патриарха Константинопольского (Западноевропейский экзархат русских приходов), гласило: «<…> Московский Патриархат принял одностороннее решение прервать евхаристическое общение с Вселенским Патриархатом, сделав это решение обязательным для всех верующих, клириков и мирян. <…> В силу своего одностороннего (и, на наш взгляд, чрезмерного) характера решение, принятое Священным Синодом Московского Патрархата, очевидно, неприменимо в церквях Архиепископии. В нынешней ситуации наши священники и дьяконы не допускаются к сослужению в церквях, принадлежащих к Московскому Патриархату <…> Но согласно православной экклезиологии, этот запрет не может относиться к мирянам, то есть, к крещёным православным верующим, которые не являются рукоположёнными дьяконами, священниками или епископами. В отношении таинств мирянин в Западной Европе принадлежит к единому соборному Телу Христову, то есть, ко всем юрисдикциям одновременно, а не к одной иерархической структуре, будь то константинопольской, московской или иной».
В феврале 2019 года митрополит Иларион (Алфеев) пояснил, что евхаристическое общение не было разорвано с епархиями Новых земель в Греции (северные территории Греции и некоторые острова), которые формально входят в юрисдикцию Константинопольской церкви, но находятся под административным управлением Элладской: «Иерархи Новых Земель входят в состав Священного Синода Элладской Православной Церкви, а не Константинопольского Патриархата. Поэтому они не несут ответственности за антиканонические решения Синода на Фанаре, и мы сохраняем с ними евхаристическое общение».

## Отзывы прочих автокефальных православных церквей
Письмо предстоятеля Церкви Албании архиепископа Тиранского и всей Албании Анастасия патриарху Московскому и всея Руси Кириллу 7 ноября 2018 года так оценивало решение синода РПЦ от 15 октября: «<…> последнее решение Церкви России также вызывает серьёзную озабоченность. Немыслимо, чтобы святая Евхаристия — наивысшее таинство безграничной любви и глубочайшего уничижения Христа — использовалась в качестве оружия одной Церковью против другой. Возможно ли, чтобы решение и указ священноначалия Церкви России отменяли действие Святого Духа в православных храмах, что служат в юрисдикции Вселенского Патриархата? Возможно ли, чтобы Божественная Евхаристия, совершаемая в храмах Малой Азии, Крита, Святой Горы и повсюду на земле, теперь была недействительна для русских православных верующих? И если они подходят „со страхом Божиим, верою и любовью“ к принятию Святых Даров, — неужели то будет „грехом“, который требует исповеди? Свидетельствуем, что невозможно согласиться с таковыми решениями. <…> Насколько бы ни были серьезны накопившиеся вопросы юрисдикций, они никоим образом не должны становиться причиной схизмы где бы то ни было в православном мире».